# Caleb Porter

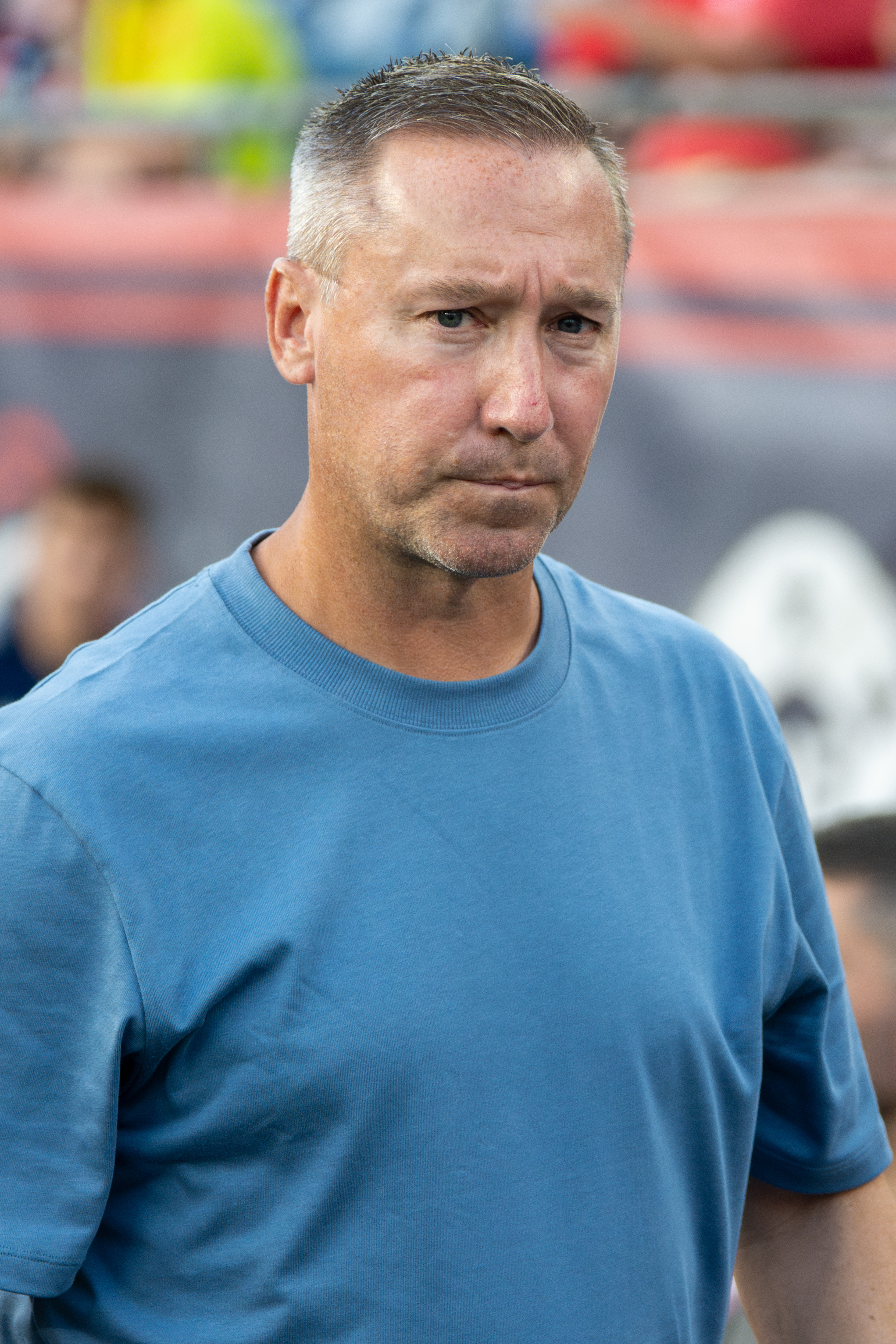
Caleb Porter em 2025.

Caleb Porter (Richland, 18 de fevereiro de 1975) é um ex-jogador e treinador de futebol norte-americano que atualmente treina a equipe do New England Revolution, time que disputa a Major League Soccer, anteriormente, ele foi técnico do Portland Timbers de 2013 a 2017 onde venceu a MLS Cup em 2015. Caleb Porter treinou támbem a seleção sub-23 dos Estados Unidos em 2011-12, e a seleção masculina da Universidade de Akron de 2006 a 2012, vencendo o título da NCAA em 2010.
Ex-meia, ele jogou futebol universitário pela Universidade de Indiana antes de sua curta carreira como profissional na Major League Soccer e na United Soccer League terminar devido a persistentes lesões nos joelhos.

## Carreira como Jogador
Caleb Porter frequentou a Universidade de Indiana, onde jogou no time masculino de futebol de 1994 a 1997. Formou-se em 1997 com o título de bacharel em gestão esportiva. Em fevereiro de 1998, o San Jose Clash selecionou Porter na 3ª rodada (27ª no geral) no MLS College Draft de 1998. Ele não se juntou ao Clash até 1999, mas seu mandato lá foi curto, ele fez apenas quatro apresentações e, em sua partida, foi expulso aos 32 minutos. Após esse desempenho, o Clash o mandou emprestado aos Sacramento Geckos da A-League antes de dispensá-lo em junho. Ele rapidamente retornou à MLS após ser contratado pelo Tampa Bay Mutiny em julho. Ele sofreu várias lesões no joelho e passou por uma cirurgia artroscópica em ambos os joelhos fora da temporada antes de se aposentar em 30 de junho de 2000. Em 1997, Porter foi membro do time de futebol dos EUA que conquistou a medalha de bronze nos Jogos Universitários Mundiais de 1997.

## "Treinador de Faculdade"
Em 2000, Porter voltou para a Universidade de Indiana como treinador assistente de futebol. Depois que Ken Lolla deixou a Universidade de Akron em dezembro de 2005, os Zips contrataram Porter como técnico de futebol. Depois de levar os Zips a dois títulos consecutivos da Conferência Mid-American e ser nomeado o MAC Coach do Ano de 2007, Porter assinou uma extensão de contrato de dois anos em junho de 2008.

## Treinador da Seleção Norte-Americana Sub-23
Porter foi nomeado o treinador principal da Seleção Masculina Sub-23 dos EUA em 20 de outubro de 2011, enquanto mantinha suas funções como treinador do Akron Zips. Sua primeira tarefa foi tentar guiar a equipe Sub-23 para uma corrida de qualificação bem-sucedida em março de 2012 para os Jogos Olímpicos em Londres, no entanto, após uma derrota por 2-0 para o Canadá e um empate por 3-3 com El Salvador, os americanos foram eliminados.
O técnico comandou apenas 3 partidas, sofrendo uma derrota (para o Canadá), um empate (contra El Salvador), e uma vítoria por  6-0 contra o Cuba.

## Treinador Profissional

### Portland Timbers
Em 29 de agosto de 2012, foi anunciado que Porter se tornaria o treinador principal do clube Portland Timbers da MLS após a conclusão da temporada da NCAA de 2012.
Porter foi nomeado o Treinador do Ano da MLS de 2013 depois de levar Portland a um recorde de 14 vítorias, 5 derrotas e 15 empates (57 pontos), terminando a temporada regular em primeiro lugar na Conferência Oeste e com o terceiro melhor recorde da liga, dois pontos atrás dos vencedores do MLS Supportes' Shield, os New York Red Bulls.
Ajudando a guiar os Timbers para o Mata-Mata da Conferência Oeste da MLS duas vezes em três temporadas (2013-2015), Porter compilou uma das maiores porcentagens de vitórias da liga entre os treinadores da MLS (41 vitórias, 25 derrotas, 36 empates, 0,578). As 25 derrotas na carreira em seus primeiros 100 jogos como treinador principal da MLS empataram com o menor número de derrotas de Dominic Kinnear, do San Jose, entre todos os treinadores da MLS que chegaram a 100 ou mais jogos na liga. Sob a orientação de Porter, o Timbers fez de Providence Park um dos lugares mais difíceis de se jogar na liga, registrando uma marca da temporada regular de 24 vítorias, 7 derrotas e 20 empates no Providence Park ao longo das três temporadas de 2013–15.
Em 2015, o Timbers chegou mais uma vez aos playoffs da MLS Cup, estabelecendo um novo recorde de vitórias (15), ao mesmo tempo que liderava o campeonato com 13 eliminacões. Porter liderou o Timbers à sua primeira final da MLS Cup, que eles venceram, por 2–1, contra o Columbus Crew SC. De 2013 a 15, Porter ajudou a guiar o Timbers para o quarto lugar em questão de pontos ganhos em toda a hístoria (159), entre todos os clubes da MLS, atrás apenas do New York Red Bulls (169), Seattle Sounders FC (167) e LA Galaxy (165).
Em 27 de janeiro de 2016, Porter assinou uma extensão de contrato de longo prazo com o Timbers. Em 16 de novembro de 2017, Porter e os Timbers concordaram mutuamente em se separar.

### Columbus Crew
Em 4 de janeiro de 2019, Columbus Crew SC anunciou Porter como seu novo treinador principal, para substituir Gregg Berhalter, que havia deixado a equipe para se tornar o treinador principal da seleção masculina de futebol dos Estados Unidos. A nomeação de Porter foi feita simultaneamente com o anúncio de Tim Bezbatchenko como o novo presidente do Columbus.

### MLS All-Star
No MLS All-Star Game de 2014, Porter treinou o time MLS All-Star para uma vitória por 2–1 contra o Bayern de Munique, onde ao final da partida, o técnico da equipe alemã, o espanhol Josep Guardiola (Pep Guardiola), em atitude polêmica, se recusou a apertar a mão de Porter.

## Títulos
Portland Timbers
- MLS Cup: 1

Columbus Crew
- MLS Cup: